# Stoddard (Wisconsin)
Pour les articles homonymes, voir Stoddard.
Stoddard est un village du comté de Vernon, dans l'État du Wisconsin, aux États-Unis. En 2020, il comptait une population de 840 habitants.